# Claus Kreß

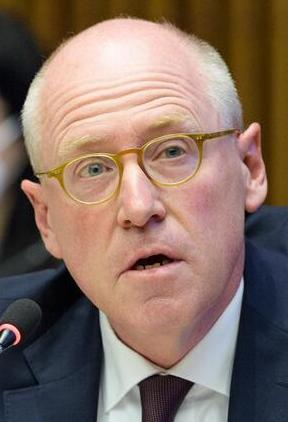
Claus Kreß, 2021

Claus Kreß (* 16. März 1966 in Köln) ist ein deutscher Jurist und Straf- und Völkerrechtslehrer. Seit 2004 ist er Inhaber des Lehrstuhls für deutsches und internationales Strafrecht und Direktor des Instituts für Strafrecht und Strafprozessrecht an der Universität zu Köln, seit 2012 zudem Direktor des dort neu gegründeten Institute for International Peace and Security Law.
Seit 2019 ist er Ad-hoc-Richter am Internationalen Gerichtshof in dem Verfahren The Gambia v. Myanmar.

## Leben
Claus Kreß besuchte das Apostelgymnasium und das Hildegard-von-Bingen-Gymnasium in seiner Geburtsstadt Köln. Nach Abitur (1984) und Wehrdienst begann er 1985 ein Studium der Rechtswissenschaften an der dortigen Universität als Stipendiat der Studienstiftung des deutschen Volkes. Nach Studien als DAAD-Stipendiat an der Universität Genf im Jahr 1987/1988 absolvierte er 1991 in Köln das erste juristische Staatsexamen. Während der Arbeit an seiner Dissertation am Institut für ausländisches und internationales Strafrecht verbrachte er ein Jahr an der University of Cambridge und erwarb dort einen Master of Laws. 1995 schloss er das Rechtsreferendariat mit dem zweiten juristischen Staatsexamen am Oberlandesgericht Düsseldorf ab. 1994 wurde er mit der Dissertation Gewaltverbot und Selbstverteidigungsrecht nach der Satzung der Vereinten Nationen bei staatlicher Verwicklung in Gewaltakte Privater in Köln promoviert.
Von 1996 bis 2000 war Kreß als Beamter im Bundesministerium der Justiz tätig. Während dieser Zeit war er unter anderem als Referent für Strafrecht, Rechtsberater für europäisches Strafrecht und von 1998 bis 2017 Mitglied der deutschen Delegation bei der Staatenkonferenz in Rom zur Errichtung des Internationalen Strafgerichtshofes eingesetzt. Anschließend war er bis 2004 Akademischer Oberrat erneut am Institut für ausländisches und internationales Strafrecht der Universität zu Köln tätig, an der er sich 2004 habilitierte.
Im Dezember 2004 wurde er auf seinen heutigen Lehrstuhl für deutsches und internationales Strafrecht an der Universität zu Köln berufen und übernahm zugleich das Amt des Direktors des Instituts für Strafrecht und Strafprozessrecht. Nach Ablehnung eines Rufs auf das Amt des Gründungsdirektors am Max Planck Institute Luxembourg for International, European and Regulatory Procedural Law wurde er Direktor des an der Universität zu Köln neu geschaffenen Institute for International Peace and Security Law, dessen Forschungsschwerpunkt auf dem Gebiet des Völkerrechts der Friedenssicherung liegt, zu dem auch das Völkerstrafrecht gehört.
Kreß ist seit 1998 Mitglied der deutschen Regierungsdelegationen bei den Verhandlungen zum Internationalen Strafgerichtshof. In dieser Eigenschaft nahm er auch an der ersten Überprüfungskonferenz des Römischen Statuts in Kampala und insbesondere an den Verhandlungen zum Verbrechen der Aggression teil. Hier liegt auch ein besonderer Schwerpunkt seiner wissenschaftlichen Arbeit. Er ist Mitherausgeber mehrerer Fachzeitschriften, darunter des Journal of International Criminal Justice und des Journal on the Use of Force and International Law.
Im Jahr 2018 trat Kreß im Verfahren des Internationalen Strafgerichtshofs gegen Jordanien im Nachgang zum Haftbefehl gegen Umar al-Baschir als amicus curiae auf. 2019 wurde er als Ad-hoc-Richter am Internationalen Gerichtshof in dem Verfahren The Gambia v. Myanmar eingesetzt.
Im September 2021 wurde Kreß zum Berater („Special Adviser“) des Anklägers des Internationalen Strafgerichtshofs Karim Khan für das Verbrechen der Aggression ernannt.
Kreß ist mit der promovierten Richterin und Vizepräsidentin des Landgerichts Köln Simone Kreß verheiratet.

## Werke (Auswahl)
- Gewaltverbot und Selbstverteidigungsrecht nach der Satzung der Vereinten Nationen bei staatlicher Verwicklung in Gewaltakte Privater. In: Schriften zum Völkerrecht. Band 116. Duncker und Humblot, Berlin 1995, ISBN 3-428-08309-1 (Dissertation).
- Vom Nutzen eines deutschen Völkerstrafgesetzbuchs. In: Strafrechtswissenschaft und Strafrechtspolitik – Kleine Reihe. Band 1. Nomos, Baden-Baden 2000, ISBN 3-7890-6859-4.
- mit Gilbert Bitti: The Rome statute and domestic legal orders. Nomos, Baden-Baden 2005, ISBN 3-8329-9933-7 (englisch, französisch).
- Friedensmissionen unter einem Mandat der Vereinten Nationen und Menschenrechte. In: Cologne occasional papers on international peace and security law. Band 1, 2013, ISBN 978-3-8482-6692-0.
- 10 Jahre Arbeitskreis Völkerstrafrecht. In: Kölner Schriften zum Friedenssicherungsrecht. Band 5. Optimus, Göttingen 2015, ISBN 978-3-86376-141-7 (deutsch, englisch).
- mit Stefan Barriga: The Cambridge Library on Aggression. Cambridge University Press, Cambridge 2012, ISBN 978-1-139-05836-0 (englisch).
- mit Nikolaos Gazeas (Hrsg.): Grützner / Pötz / Kreß / Gazeas – Internationaler Rechtshilfeverkehr in Strafsachen. 3. Auflage. C.F. Müller, 2020, ISBN 978-3-8114-3455-4.
- Paris 1919–1920 – Frieden durch Recht? In: Kölner Schriften zum Friedenssicherungsrecht. Band 14. Nomos, Baden-Baden 2020, ISBN 978-3-8487-7973-4.

## Ehrungen
Kreß war an zahlreichen Universitäten als Gastprofessor tätig, darunter am Lauterpacht Centre for International Law der University of Cambridge, an der Columbia University, der Universität Melbourne sowie der Universität Kyoto.
Er ist Life Member des Clare Hall College der University of Cambridge. Im Jahr 2012 wurde er in die Nordrhein-Westfälische Akademie der Wissenschaften und der Künste als Ordentliches Mitglied der Klasse für Geisteswissenschaften aufgenommen.
Am 29. November 2014 wurde Kreß vom Forum for International Criminal and Humanitarian Law in Brüssel der M.C.Bassiouni Justice Award verliehen.
2017 erhielt er Ehrendoktorwürden der Universitäten Huánuco und Tiflis.
Im Jahr 2024 wurde er als Mitglied der Sektion 	Kulturwissenschaften in die Nationale Akademie der Wissenschaften Leopoldina aufgenommen.